# Agios Kosmas (Attika)
Agios Kosmas (griechisch Άγιος Κοσμάς) ist eine kleine Halbinsel bei dem Athener Vorort Alimos in Griechenland. Hier wurden bedeutende Funde aus der Bronzezeit gemacht. Die Halbinsel ist nach der kleinen dem Heiligen Kosmas von Ätolien geweihten Kirche Agios Kosmas aus dem 19. Jahrhundert benannt. Wahrscheinlich handelt es sich bei Agios Kosmas um das antike Kap Kolias.

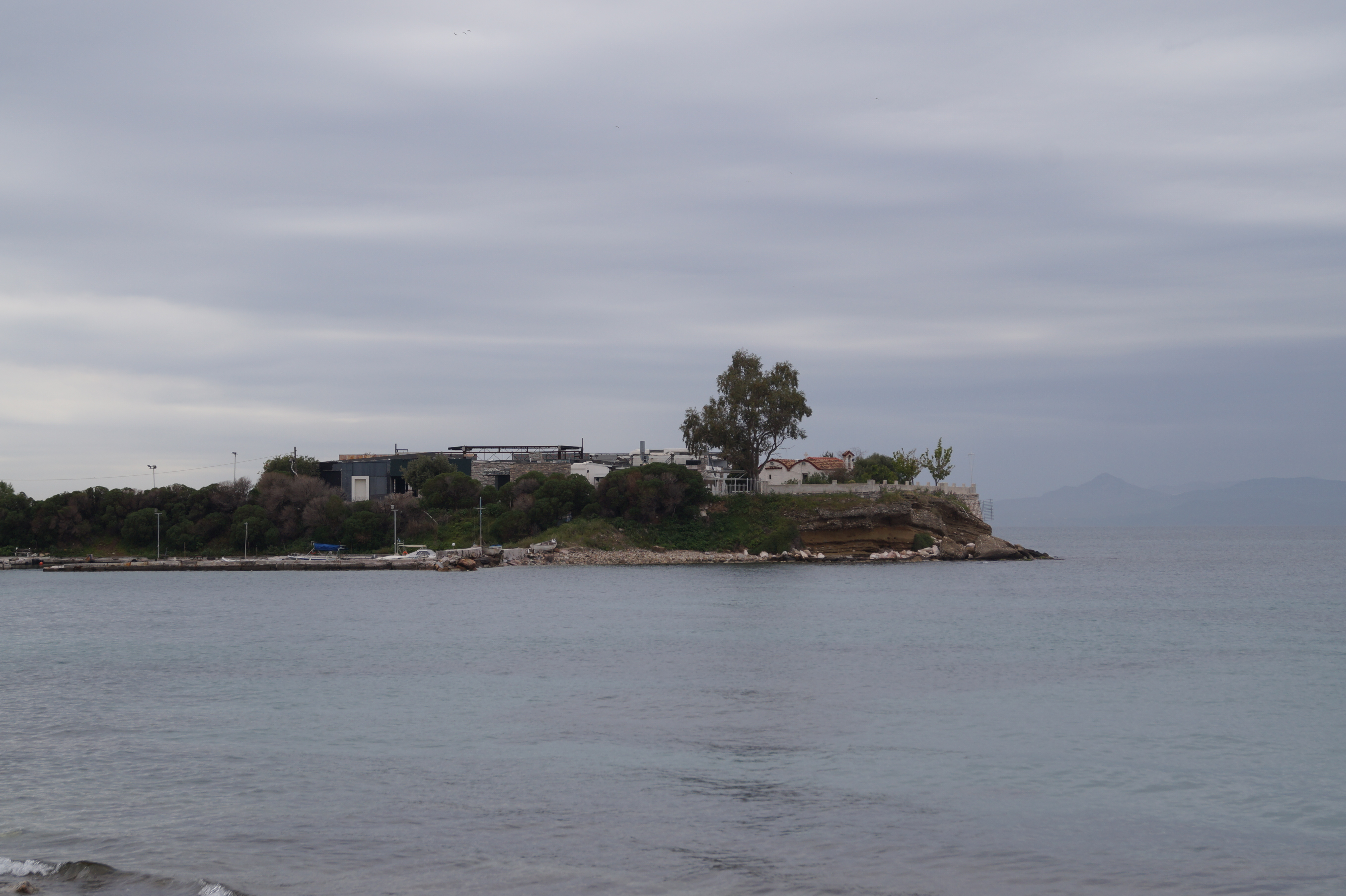
Kap Agios Kosmas. Rechts die gleichnamige Kirche.

## Kap Kolias
Kap Kolias lag 20 Stadien östlich von Phaleron. Nach der Schlacht von Salamis im Jahre 480 v. Chr. sollen die Überreste der zerstörten persischen Flotte durch den Westwind bei Kap Kolias an Land gespült worden sein. Hierbei soll sich das Orakel von Lysistratos oder das Orakel von Delphi, wonach die Frauen von Kolias dereinst mit Rudern kochen werden, erfüllt haben. Der Tempel und die Statue der Aphrodite Kolias standen vermutlich bei der heutigen Kirche Agios Kosmas. Außerdem gab es noch ein Heiligtum der Demeter Thesmophoros und Kore und Statuen der Göttinnen Genetyllides.

## Erforschung
Der griechische Archäologe George E. Mylonas führte im Frühjahr 1930 und Frühjahr 1931 Grabungen auf der Halbinsel durch. Hierbei entdeckte er die prähistorische Siedlung und zwei Friedhöfe. Der Ausbruch des Zweiten Weltkriegs verhinderte zunächst weitere Untersuchungen. Während des Krieges wurde auf dem Kap Agios Kosmas durch die deutsche Wehrmacht eine Flugabwehrstellung errichtet und hierbei die antiken Überreste teilweise zerstört. Erst im Dezember 1952 führte Mylonas weitere Untersuchungen durch.

## Beschreibung

### Siedlung

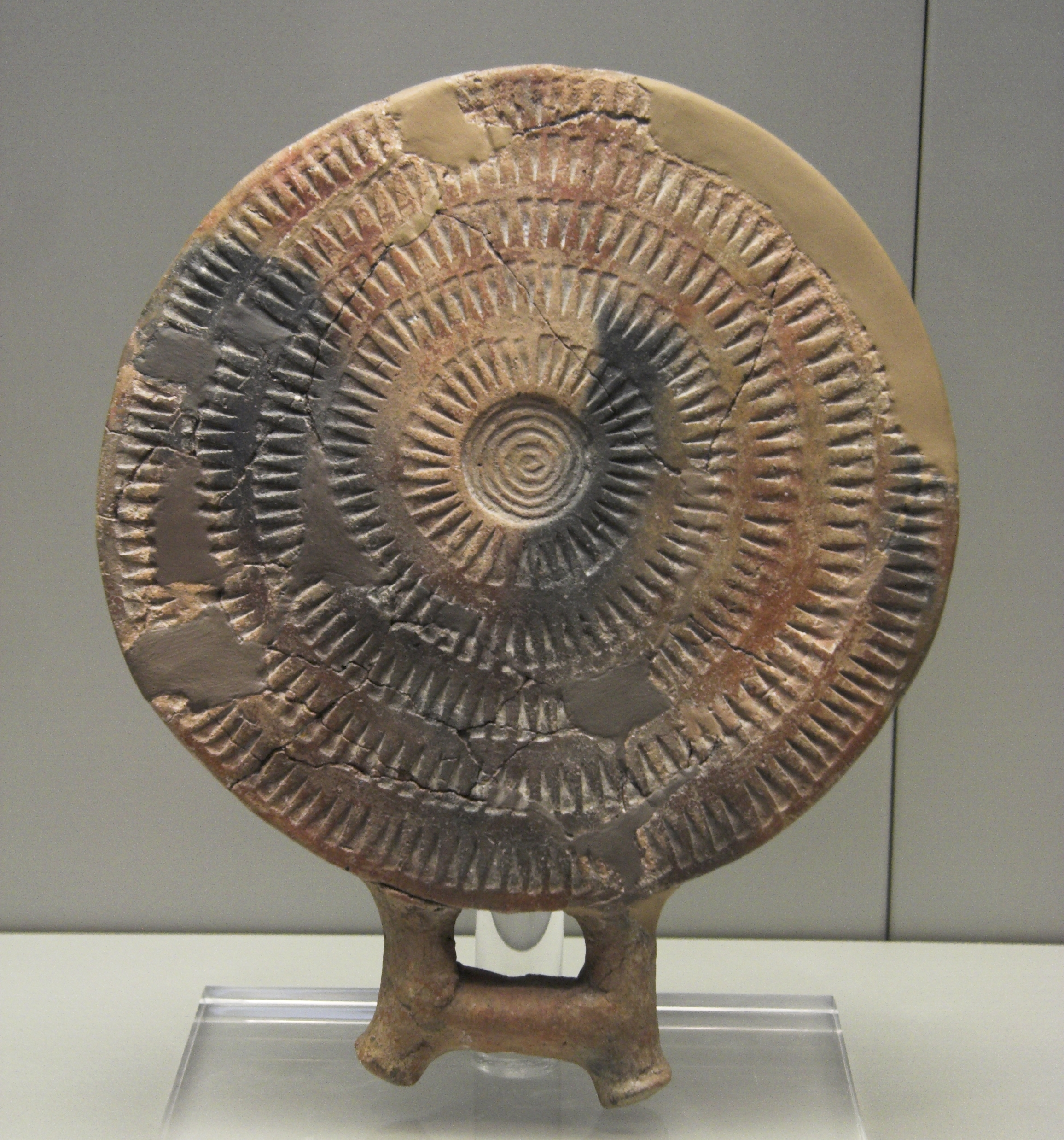
Kykladische Griffschale aus Grab 7

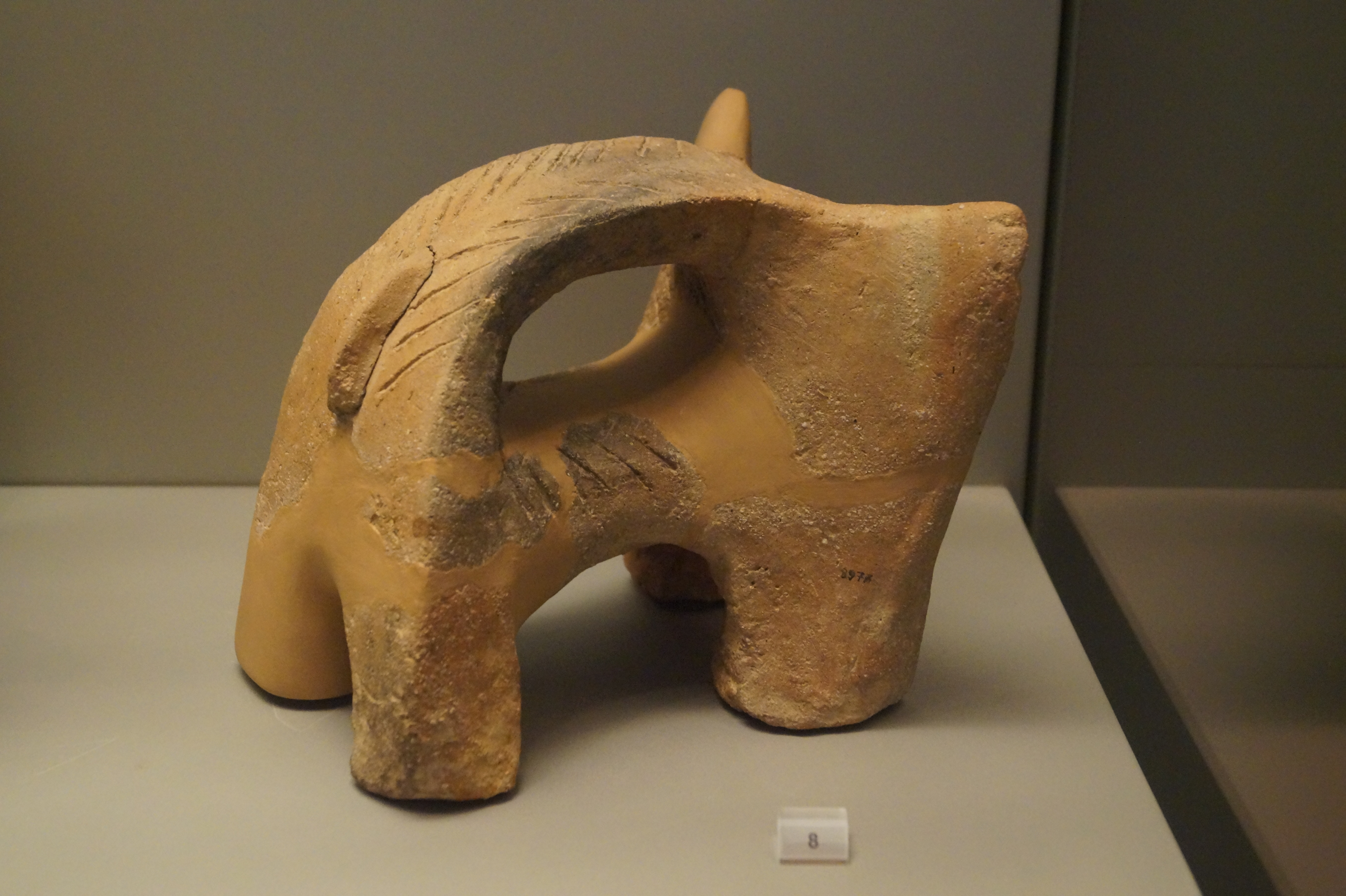
Keramikartefakte in Form eines Elefanten

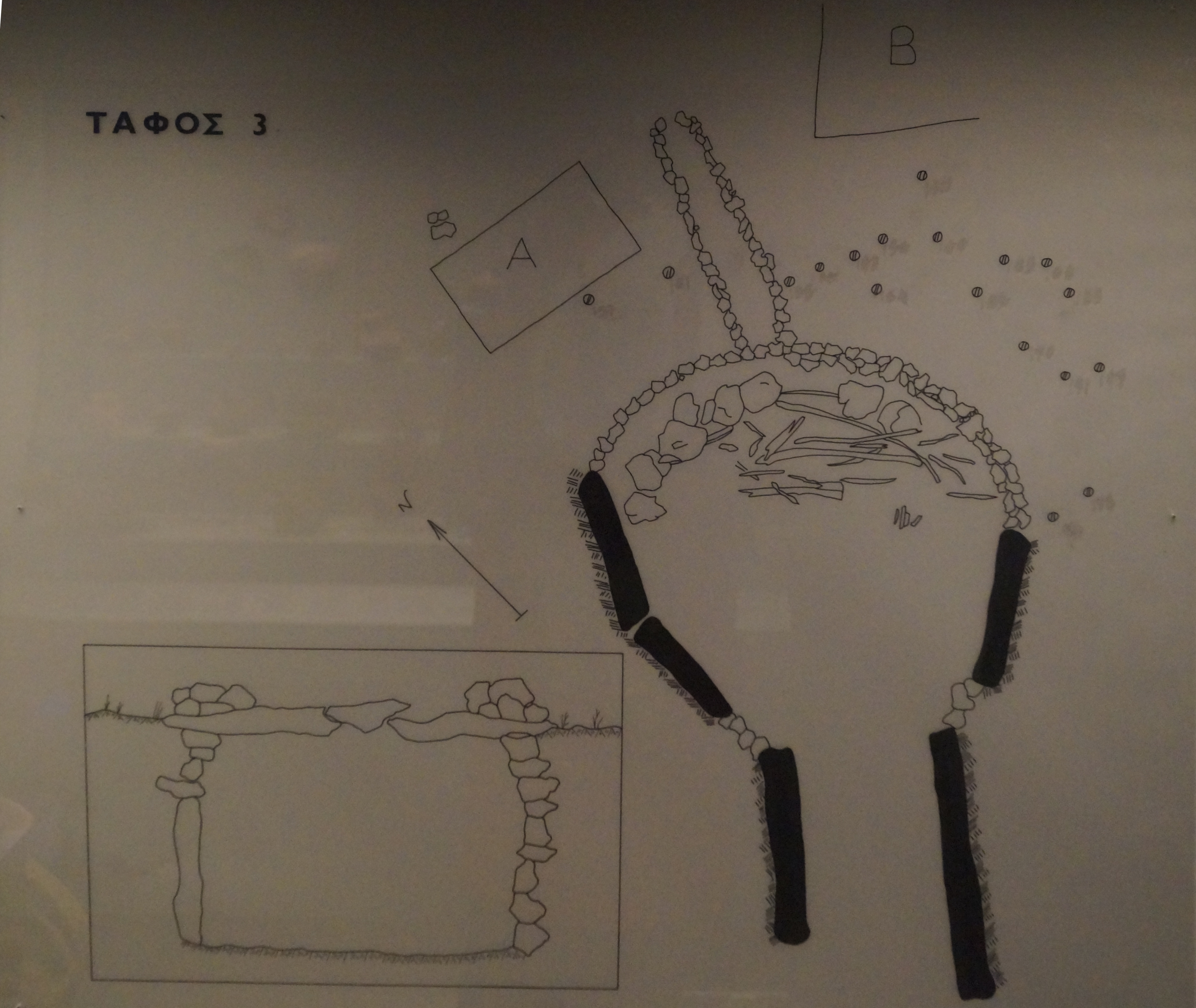
Plan von Grab 3

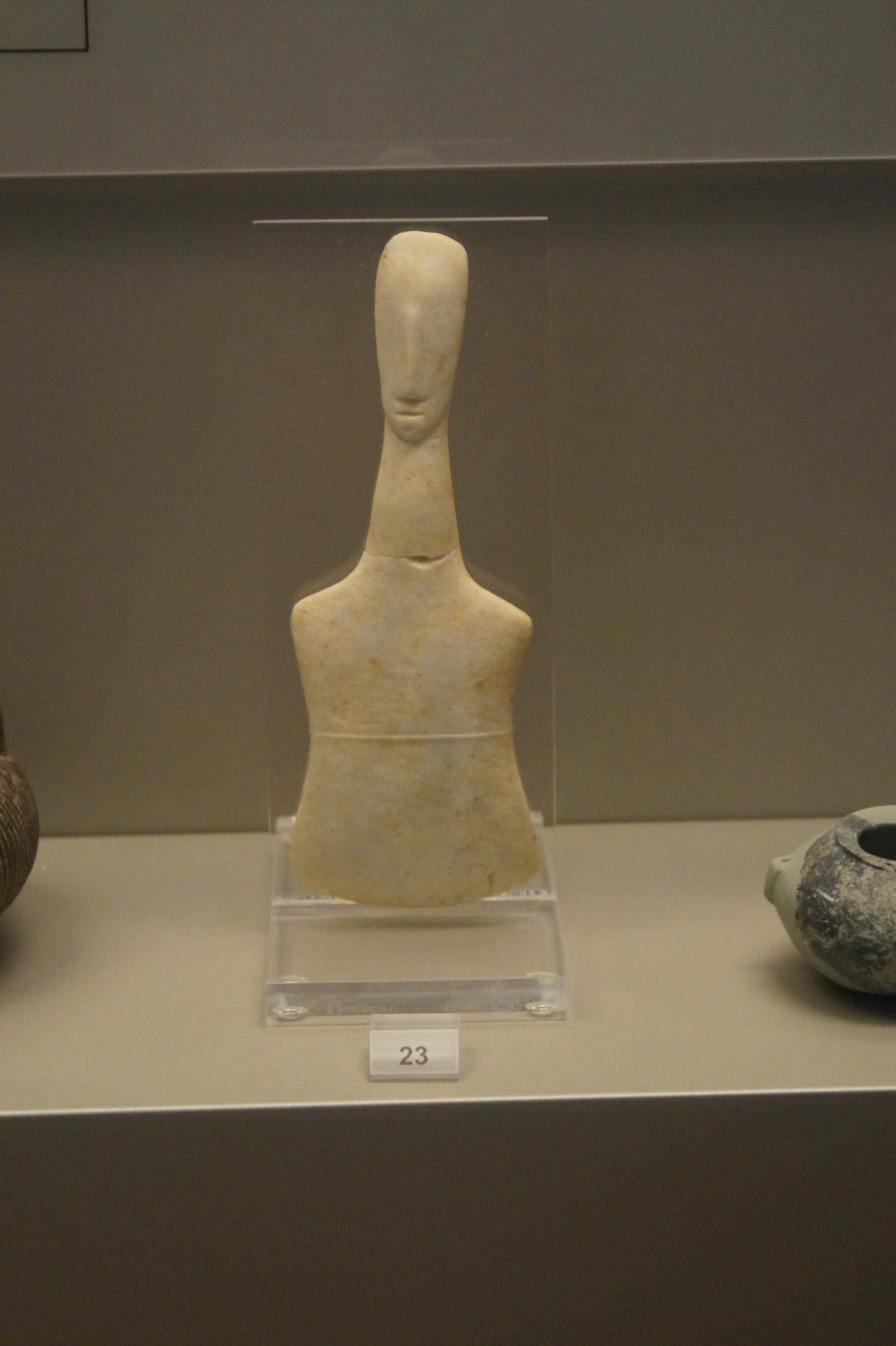
Kykladenidol aus Grab 4

Die älteste Siedlung stammt aus dem Frühhelladikum (FH II, 2650–2200 v. Chr.). Diese teilt sich in zwei Phasen. Die Funde aus der frühesten Phase sind recht spärlich. Sie bestehen aus wenigen Tonscherben und Gebäuderesten, die direkt auf den anstehenden Fels gebaut wurden. Man fand jedoch fünf Bothroi, drei runde und zwei elliptische, aus dieser Zeit. In ihnen fand man Knochen von Ziegen, Schafen und Schweinen und Tonscherben, aus denen teilweise komplette Gefäße zusammengesetzt werden konnten. Wozu diese dienten, ist nicht bekannt. Möglicherweise handelt es sich um Lagermulden, die nach Aufgabe eines Gebäudes mit Abfall gefüllt wurden.
Aus der folgenden Phase wurden mehrere Häuser und weitere Gebäudereste entdeckt. Die Mauern sind bis zu einer Höhe von 1 m erhalten, haben eine Dicke von 0,75 m und sind größtenteils aus kleinen Steinen mit Mörtel in Fischgrätentechnik erbaut. Den oberen Abschluss des Steinsockels bildet, wo er noch erhalten ist, eine Schicht flacher Steinplatten. Hierauf ruhten die Mauern aus getrockneten Lehmziegeln. Die Häuser verfügten über einen Vorhof, der oftmals mit Steinplatten gepflastert war, und zwei oder mehr hintereinander liegende Räume. Die Eingänge zu den Räumen lagen nicht in der Mitte, sondern seitlich versetzt, hatten eine Breite von etwa 0,95 m und verjüngten sich leicht nach oben. Wie aufgefundene Türangeln zeigen, wurden die Eingänge durch Türen verschlossen. Das gut erhaltene Haus E bestand aus einem Vorhof und zwei Räumen. Es war 10,30 m lang und 5,80 m breit. Innerhalb des Hauses fand man einen Pithos, der in der Antike beschädigt und mit Klammern aus Blei geflickt wurde. Die Häuser waren zu Wohnblöcken angeordnet. Dazwischen verliefen Straßen von etwa 1,40 m Breite, die mit Scherben und Steinplatten gepflastert waren. Die Fußböden bestanden aus gestampftem Lehm und wurden von Zeit zu Zeit mit einer neuen Schicht versehen. Außerdem erfuhren die Gebäude zum Teil Umbauten. So lässt sich die zweite Phase in mehrere Schichten einteilen. In der obersten Schicht fand man verbrannte und verkohlte Rückstände. Im gesamten Areal der frühhelladischen Schichten fand man Obsidianklingen und -scherben. Das Ausmaß der Siedlung konnte nicht ermittelt werden, da im Süden, Westen und Norden das Gelände durch Abtragung verändert wurde und am Isthmus die frühhelladische Schicht unter dem Meeresspiegel liegt.
Wie eine Sandschicht von etwa 15 cm über der letzten Phase des Frühhelladikum zeigt, blieb der Ort zunächst unbewohnt. Im Späthelladikum (SH II, um 1450 v. Chr.) kamen mykenische Siedler, und seine Blüte erreichte der Ort in SH III C. Zu dieser Zeit bedeckte die Siedlung die gesamte Halbinsel. Über Haus E aus der frühhelladischen Zeit entstand Megaron M. Es war 4,50 m breit und etwa 8,20 m lang und hatte vermutlich ein Vordach, das von zwei Säulen getragen wurde. Unter dem Fußboden des Megarons M fand man zwei Kindergräber und im angrenzenden Bereich zwei weitere. Im Südosten der Siedlung fand man Megaron N, dessen Dach von einer Reihe von Säulen getragen wurde. Viele Gebäude sind schlecht erhalten, da die Grundmauern direkt unter der Erde liegen. Manche liegen sogar oben auf. Auf einem Fels im Südwesten der Halbinsel, der in der Antike noch mit dem Festland verbunden war, fanden sich auch mykenische Gebäudereste. In der späteren Phase wurde die Siedlung von einer kyklopischen Befestigungsmauer umgeben. Aus der Zeit kurz vor der Aufgabe der Siedlung fanden sich stellenweise Brandspuren.

### Friedhöfe
Auf dem Isthmus entdeckte Mylonas zwei Friedhöfe aus frühhelladischer Zeit, im nordöstlichen Teil mit 32 Gräbern und im südöstlichen Teil mit sieben Gräbern. Zur Bestattung wurden zwei Grabtypen verwendet. Die wahrscheinlich älteren Gräber sind Steinkisten, die aus aufrechtstehenden Steinplatten errichtet und auch mit Steinplatten von oben verschlossen sind. Sie sind trapezförmig und haben einen Eingang und einen kurzen Dromos in Richtung der Siedlung, der mit einer Steinplatte verschlossen ist. Da der Eingang jedoch oftmals nur etwa 0,45 m breit und 0,40 m hoch ist handelt es sich wahrscheinlich nur um eine Scheintür und die Toten wurden von oben in die Gräber gelegt. Es gab auch kleinere, rechteckige Gräber, die der Bestattung von Kindern dienten. Der zweite, vermutlich jüngere Grabtyp, ist halbrund oder hufeisenförmig. Die Seitenwände sind aus kleinen Steinen gebaut und leicht nach innen geneigt. Auch sie haben einen Eingang und Dromos, der zur Siedlung ausgerichtet ist und mit einer Steinplatte verschlossen ist. Nur der Eingang von Grab 22 ist nicht in Richtung der Siedlung ausgerichtet. Diese Abweichung ist wahrscheinlich auf mangelnden Platz zurückzuführen. Der zweite Grabtyp ist auch mit Steinplatten abgedeckt. Sie sind jedoch so angeordnet, dass in der Mitte eine kleine Öffnung bleibt. Damit sie nicht ins Grab stürzten, wurden die Steinplatten außen mit kleinen aufgehäuften Steinen beschwert. Das Loch in der Mitte wurde wiederum mit einer Steinplatte abgedeckt.
Die Toten wurden, soweit die Gräber groß genug waren, auf dem Rücken liegend flach ins Grab gelegt. Die meisten Gräber waren jedoch zu kurz, so dass die Toten oftmals auf der linken oder rechte Seite liegend zusammen gekauert mit mehr oder weniger stark angewinkelten Beinen beigesetzt wurden. Eine Hand lag vor dem Mund, die andere auf der Brust oder gerade neben dem Körper. Wie bei kykladischen Bestattungen ruhte der Kopf auf Steinen, die als Kopfkissen dienten. Bei diesen Gräbern handelt es sich um Familiengräber. Das bedeutet, dass sie über einen langen Zeitraum für weitere Begräbnisse verwendet wurden. Hierbei wurde das alte Begräbnis zur Seite gelegt, um in der Mitte Platz für das neue Begräbnis zu schaffen. Anhand der Knochenanordnung von zur Seite gelegten Toten konnte man zeigen, dass dies auch schon erfolgte, bevor der vorher beigesetzte Körper komplett zerfallen war. Die drei Gräber 4, 8 und 14 dienten offensichtlich als Ossuarien. Die Toten wurden neben diesen beigesetzt, und wenn sie vollständig zerfallen waren, wurden die Knochen in den Gräbern gesammelt. Bei Grab 11 fand man ein rundes Loch, das man als Opferbothros interpretierte.
In den Gräbern fand man so gut wie keine Grabbeigaben. Diese wurden in einem abgetrennten Bereich außerhalb des Grabes deponiert. In den beiden Friedhöfen fand man nur ein Metallobjekt: eine Pinzette aus Bronze. Die Keramik entsprach etwa der, die man auch in der frühhelladischen Siedlung fand. Die Ausgräber vermuteten jedoch, dass oft altertümliche Tongefäße als Grabbeigaben dienten, die in der Siedlung schon nicht mehr in Gebrauch waren. Man fand frühhelladische und frühkykladische Keramik in den Gräbern. Hierunter waren auch drei Kykladische Griffschalen und eine mit Ritzmuster verzierte, kykladische Pyxis, die mit Obsidianklingen und -scherben angefüllt war. Man fand auch Keramikartefakte, die an Elefanten erinnern. Sie dienten vermutlich als Stützen für Grillspieße. Manche Keramikgefäße waren sehr schlecht gebrannt und wurden wahrscheinlich als Grabbeigaben produziert. Grab 3 sticht aus allen Gräbern besonders hervor. Es hat eine runde Form und die Seitenwände wurden zum Teil aus kleinen Steinen und zum Teil aus Steinplatten errichtet. Es war wie die halbrunden Gräber abgedeckt und neben frühhelladischen Grabbeigaben entsprach die Zusammenstellung der Beigaben der von Bestattungen auf den Kykladen. In Grab 4 fand man ein zerbrochenes Kykladenidol. Es scheint, dass das Idol absichtlich aus rituellen Gründen, wie es auch auf den Kykladen praktiziert wurde, zerbrochen wurde.
Der Späthelladische Friedhof wurde bisher nicht entdeckt.

## Interpretation
Die Siedlung auf Agios Kosmas wurde zu FH II von Siedlern von den Kykladen gegründet. Dies muss jedoch zu einer fortgeschrittenen Zeit gewesen sein, da man in den Gräbern keine Gefäße mit Fischgräten oder Spiraldekoration fand. Auch in der ältesten Siedlung entdeckte man nur eine Tonscherbe mit voll entwickelter Spiraldekoration. Die Siedlung hatte wahrscheinlich auch Bewohner vom Festland, wie die vorherrschende frühhelladische Keramik zeigt. Man lebte hauptsächlich vom Obsidian-Handel. Die Bauweise der Häuser entspricht der späteren SH II-Periode. Die Grabbauten entsprechen denen der frühkykladischen Kultur, die jedoch weder Ossuarien noch Mehrfachbestattungen kennt. Um 2000 v. Chr., Ende FH III oder Anfang MH I, wurde die Siedlung abgebrannt und verlassen.
Um 1450 v. Chr. (LH II) wurde der Ort von mykenischen Siedlern neu bevölkert. Nun lebte man hauptsächlich von der Gewinnung des Farbstoffs Purpur aus der Purpurschnecke. Die Siedlung hatte ihre größte Blüte um 1200 v. Chr. Um diese Zeit kam es erneut zu einer Brandkatastrophe und kurze Zeit später (LH III C) wurde der Ort endgültig verlassen.
Die Fundstätte ist heute größtenteils zugeschüttet oder zerstört. Nur ein kleiner Teil mit den frühhelladischen Gebäuden E, F, H und dem Megaron M liegt noch frei auf dem Gelände des Akrotiri DC Club Restaurants südwestlich des Parkplatzes. Die Funde sind in der Prähistorischen Sammlung des Archäologischen Nationalmuseums in Athen ausgestellt.